# Selespeed

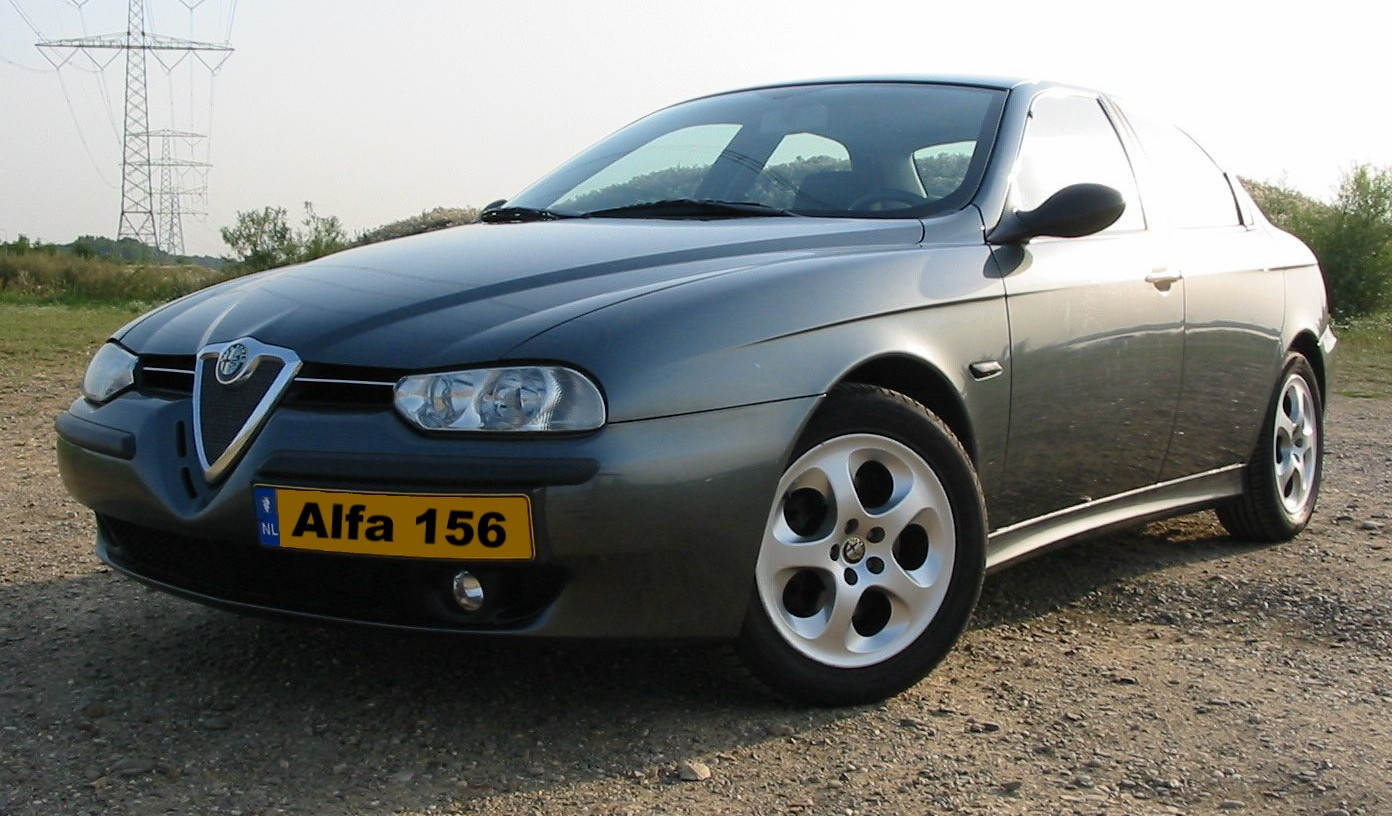
Alfa Romeo 156 Selespeed

Selespeed ist die Bezeichnung für ein automatisiertes Schaltgetriebe von Alfa Romeo, das inzwischen auch bei Fiat eingesetzt wird (z. B. Fiat Stilo, Modell Abarth). Dabei sind grundsätzlich alle Komponenten einer herkömmlichen Schaltung vorhanden (Kupplung, Getriebe), die aber automatisiert betätigt werden. Eine herkömmliche Vollautomatik funktioniert dagegen nach einem vollständig anderen Prinzip und kostet beispielsweise immer ein wenig Leistung. 
Daher ist auch kein Kupplungspedal vorhanden. Der Fahrer gibt nur Kommandos zum Hoch- und Herunterschalten, daraufhin betätigt die Automatik die Elemente der Kupplung und des Getriebes automatisch. Die Befehle können entweder über Tasten direkt am Lenkrad oder über einen Joystick in der Mittelkonsole betätigt werden. 
Ab der Baureihe 2001 werden die Schaltvorgänge automatisiert schnell oder langsam (und sanfter) durchgeführt, je nach Fahrsituation. Wird beispielsweise das Gaspedal stark betätigt, nimmt das System eine sportlichere Fahrweise an und schaltet entsprechend schnell. 
Bei den Massenmodellen enthält das Selespeed-System auch einen Schutz gegen Überdrehen des Motors: ab einer bestimmten Drehzahl wird einfach automatisch hochgeschaltet. Bei GTA Modellen ist dieser Schutz jedoch deaktiviert. 
In jedem Fall gibt es aber Funktionen zur Bequemlichkeit, so schaltet das System beispielsweise automatisch herunter, wenn das Auto zu langsam für den aktuellen Gang wird.